# Ophidiaster cribrarius
Ophidiaster cribrarius is een zeester uit de familie Ophidiasteridae. De wetenschappelijke naam van de soort werd in 1871 gepubliceerd door Christian Frederik Lütken.

## Synoniemen
- Ophidiaster germani Perrier, 1875
- Ophidiaster robillardi De Loriol, 1885